# Crosbyton
Crosbyton är administrativ huvudort i Crosby County i Texas. Orten har fått sitt namn efter politikern Stephen Crosby. År 1910 besegrade Crosbyton Emma i omröstningen om countyts huvudort med 198–120. Enligt 2010 års folkräkning hade Crosbyton 1 741 invånare.